# Sonia Kälin
Pour les articles homonymes, voir Kälin.
Sonia Kälin est une lutteuse suisse née le 9 mars 1985 à Egg dans le canton de Schwytz. Elle remporte en 2012, 2015, 2016 et 2017 le titre de championne de lutte suisse. En 2015 elle devient sportive de l'année du canton de Schwytz.

## Carrière sportive
Sonia Kälin grandit dans une ferme d’Etzel avec ses parents et ses quatre frère et sœurs. Sonia et ses sœurs baignent très tôt dans le monde de la lutte son père Benedikt exerçant déjà ce sport, à l'instar de ses oncles maternels qui étaient alors des lutteurs couronnés de succès.
À seize ans, Sonia effectue son premier entrainement et fréquente régulièrement le club de lutteurs d’Einsiedeln. Sonia et ses sœurs s’entraînent également au club féminin de lutte de Goldau. Elle remporte sa première compétition en 2002 à Wirzweli (canton de Nidwald). Depuis 2011, elle s’entraîne dans le club de Ringerriege Einsideln.
Parallèlement à sa carrière de sportive, Sonia a effectué une année sabbatique au Royaume-Uni et un séjour à Fribourg afin d’améliorer sa maîtrise du français. Ancienne étudiante de la haute école pédagogique de Lucerne, elle est aujourd’hui enseignante à Einsiedeln.

## Palmarès
2016
- 3e à Gelterkinden
- 1re à Oberthal
- 1re à Laupen
- 1re à Huttwil
- 1re à Kaltbrunn

2015
- 2e au classement annuel 2015
- 2e à Reichenbach
- 2e  à Hergiswil
- 1re à Wangs
- 2e  à Oberarth
- 1re à La Chaux-de-Fonds
- 1re à Oberthal bei Zäziwil
- 1re à la fête fédérale à Gränichen

2014
- 2e au classement annuel 2014
- 2e à Marbach
- 1re à Oberthal bei Zäziwil
- 3e au championnat Suisse de lutte libre, catégorie 63 kg

2013
- 2e au classement annuel 2013
- 1re à Gettnau
- 2e à Huttwill
- 3e au championnat Suisse de lutte libre, catégorie 63 kg

2012
- 1re à la fête fédérale de lutte suisse
- 1re à Gettnau
- 2e à Oron-la-Ville
- 2e à Wangs
- 3e au championnat Suisse de lutte libre, catégorie 63 kg

2008
- 3e à Homberg